# Florentino García Martínez
Florentino García Martínez (Madrid, 1942) è un docente e teologo spagnolo.
Ha diretto la traduzione dei manoscritti della grotta 11 di Qumran e ha contribuito a trasformare lo studio dei Manoscritti del Mar Morto in una disciplina accademica indipendente.

## Biografia
Ex presbitero cattolico, si è poi risposato ed è stato per anni professore di teologia e di religione presso l'Università di Groninga, nei Paesi Bassi.
Docente alla Facoltà 
teologica dell'Università Cattolica di Lovanio, nel 1988 fondò l'International Organization for Qumran Studies (IOQS), di cui fu redattore e segretario esecutivo nell'arco di tre congressi.
Insieme a Eibert Tigchelaar, è stato responsabile di una traduzione dei manoscritti del Mar Morto, la maggiore per numero di testi pubblicati, anche inediti. Essa è stata pubblicata nei volumi dal titolo Dead Sea Scrolls: Study Edition, n. 2 volumi, (Leida/Grand Rapids: Brill/Eerdmans, 1997 & 1998). Inoltre, García Martínez ha diretto la traduzione dei manoscritti della grotta 11 di Qumran. In merito ai manoscritti, ha dichiarato:
(I testi qumranici testimoni di Scriture autorevoli)
Segretario editoriale della Revue de Qumran (dal 1985 al 2010), dal 1991 al 2012 è stato direttore del Journal for the Study of Judaism. Nel 1992 divenne direttore del Qumran Institute dell'Università di Groninga. Curatore editoriale di due serie monografiche e due riviste, ha contribuito a trasformare lo studio dei manoscritti del Mar Morto in una disciplina accademica indipendente.
Nel 2004 fu nominato membro corrispondente estero dell'Accademia reale delle Arti e delle Scienze dei Paesi Bassi. Dopo il pensionamento nell'aprile 2008, divenne Cavaliere dell'Ordine del Leone dei Paesi Bassi.

## Pubblicazioni
- Echoes from the Caves: Qumran and the New Testament. (García Martínez, F., Ed.). (Leida/Boston: Brill, 2009).
- Defining Identities. We, You, and the Other in the Dead Sea Scrolls. (Garcia Martinez, F., Ed.). (Leida: Brill, 2008).
- Wisdom and apocalypticism in the Dead Sea Scrolls and in the biblical tradition. (Garcia Martinez, F., Ed.). (Lovanio: Peeters, 2003).